# أنتوني ميلنر
أنتوني ميلنر (بالإنجليزية: Anthony Milner) هو مؤرخ أسترالي، ولد في 1945.